# 辻堂郵便局
辻堂郵便局（つじどうゆうびんきょく）
- 奈良県五條市にある郵便局。本記事にて記述する。
- 神奈川県藤沢市にある郵便局。局番号は02133。

辻堂郵便局（つじどうゆうびんきょく）は、奈良県五條市にある郵便局。民営化前の分類では集配特定郵便局であった。

## 概要
住所：〒637-0499 奈良県五條市大塔町辻堂37

## 沿革
- 1874年（明治7年）9月16日 - 辻堂郵便取扱所として開設[1]。
- 1875年（明治8年）1月1日 - 辻堂郵便局（五等）となる。
- 1885年（明治18年）10月1日 - 貯金取扱を開始。
- 1890年（明治23年）8月31日 - 貯金取扱を廃止。
- 1896年（明治29年）5月1日 - 為替・貯金取扱を開始。
- 1974年（昭和49年）12月10日 - 電話交換業務を五条電報電話局に移管[2]。
- 1992年（平成4年）3月23日 - 阪本郵便局から集配業務を移管。
- 2007年（平成19年）3月5日 - ゆうゆう窓口（郵便時間外窓口）を廃止し、配達センター局に移行。
- 2007年（平成19年）10月1日 - 民営化に伴い、併設された郵便事業五條支店辻堂集配センターに一部業務を移管。
- 2009年（平成21年）6月8日 - 五條市大塔町辻堂41から同37に移転[3]。
- 2012年（平成24年）10月1日 - 日本郵便株式会社発足に伴い、郵便事業五條支店辻堂集配センターを辻堂郵便局に統合。

## 取扱内容
- 郵便、印紙、ゆうパック、内容証明
- 貯金、為替、振替、振込、国際送金、国債
- 生命保険、バイク自賠責保険
- ゆうちょ銀行ATM
- 「637-04xx」区域（五條市大塔町域および吉野郡野迫川村の一部（今井、上、中、平川、柞原（ほそはら））[4]の集配業務

## 周辺
- 五條市役所 大塔支所（旧大塔村役場）
- 天ノ川（熊野川）

## アクセス
- 奈良交通バス 大塔支所前停留所にて下車
- 国道169号沿い
- 駐車場なし